# Лёгкая атлетика на летних Олимпийских играх 2020 — бег на 100 метров с барьерами (женщины)
Соревнование в беге на 100 метров с барьерами среди женщин на летних Олимпийских играх 2020 года проходили с 31 июля по 2 августа 2021 года на Японском национальном стадионе. В соревнованиях приняли участие 41 спортсменка из 28 стран.
Мировой лидер текущего сезона в беге на 100 метров с барьерами среди женщин Джасмин Камачо-Куинн из Пуэрто-Рико выиграла единственную для своей страны на Олимпиаде Токио 2020 золотую медаль, а в полуфинальном забеге обновила Олимпийский рекорд. Мировая рекордсменка на этой дистанции американка Кендра Харрисон заработала серебро. Ямайская бегунья Меган Таппер закрыла медальный подиум.

## Медалисты
| Золото                           | Серебро             | Бронза              |
| Джасмин Камачо-Куинн Пуэрто-Рико | Кендра Харрисон США | Меган Таппер Ямайка |

## Ход турнира
Главным вопросом в соревнование на дистанции 100 метров с барьерами среди женщин был, сможет ли кто-то составить конкуренцию Джасмин Камачо-Куинн, которая вышла на Олимпиаду с тремя лучшими результатами текущего сезона. Конкуренцию лидеру должна была составить Кендра Харрисон, которая после неудачной попытки попасть на Олимпийские игры 2016 года в качестве утешения установила мировой рекорд и спустя пять лет это были её первые Олимпийские игры.
В полуфинальном раунде Камачо-Куинн подтвердила свой статус фаворита, установив олимпийский и национальный рекорд на отметке 12,26, что соответствовало 4 времени в истории дистанции. Всего для выхода в финал потребовалось время 12,67.
Финал представлял собой забег двух человек: Хендерсон показала быстрый разгон, но Камачо-Куинн почти не уступила ей на первой паре препятствий. После 4 барьера Камачо-Куинн просто бежала быстрее, идеально преодолевая препятствия и увеличивая преимущество. К 8-му барьеру ближайшей к лидерам была Меган Таппер, медленно догоняя Харрисон. Камачо-Куинн был явным победителем. Таппер смогла догнать Харрисон в борьбе за серебро и судьи потратили несколько минут на подтверждение фотофиниша, прежде чем объявить о победе Харрисон. Время победителя было 12.37.

## История
Соревнование в беге на 100 метров с барьерами среди женщин на Олимпийских играх 2020 года будет проводиться в 13-й раз. Впервые было проведено в 1972 году.

## Квалификация
Квалификационный стандарт на Олимпийские игры 2020 бегунов на 100 метров с барьерами установлен 12,84 секунды. Стандарт был установлен с целью включения в турнир спортсменов выполнившие на квалификационных соревнованиях установленный норматив, но которые не смогли пройти квалификацию по итогам мирового рейтинга ИААФ. Мировые рейтинги, основанные на расчете среднего из пяти лучших результатов спортсмена за квалификационный период с учетом сложности уровня соревнований. Данные условия для отбора спортсменов использоваться, пока не будет достигнуто ограничение в 40.
Квалификационный период первоначально был установлен с 1 мая 2019 года по 29 июня 2020 года. Из -за пандемии коронавирусной инфекции в период с 6 апреля 2020 года по 30 ноября 2020 года соревнования был приостановлены и дата окончания продлена до 29 июня 2021 года. Дата начала квалификации по итогам мирового рейтинга также была изменена с 1 мая 2019 г. на 30 июня 2020 г. Спортсмены выполнившие квалификационный стандарт в течение этого времени, были квалифицированы, а провести отбор по мировому рейтингу было не возможно из-за отсутствия легкоатлетических турниров. ИААФ изменил требование к расчету мирового рейтинга, включив соревнования как на открытом воздухе, так и в помещении, а также последний региональный чемпионат был засчитан, даже если он проведен не во время квалификационного периода.
Национальный олимпийский комитет (НОК) может заявить не более 3 квалифицированных спортсменов в забеге 100 метров с барьерами. Если все спортсмены соответствуют начальному квалификационному стандарту или прошли квалификацию путем ранжирования мирового рейтинга в течение квалификационного периода. (Ограничение в 3 было введено на Олимпийском Конгрессе в 1930 г.)
24 бегуна прошли квалификацию по установленному нормативу; 14 — по позициям мирового рейтинга и 3 — НОК использовали свое универсальное место и ввели одного спортсмена, так как у них нет спортсменов, соответствующих стандарту входа на легкоатлетическое мероприятие — бегу на 100 метров с барьерами среди женщин.

## Рекорды
Мировой и олимпийский рекорды до начала летних Олимпийских игр 2020 года:
| Мировой рекорд     | Кендра Харрисон (USA) | 12,20 | Лондон | 22 июля 2016   |
| Олимпийский рекорд | Салли Пирсон (AUS)    | 12,35 | Лондон | 7 августа 2012 |

В ходе соревнований был установлен Олимпийский рекорд:
| Спортсмен                          | Рекорд | Дата           |
| ---------------------------------- | ------ | -------------- |
| Джасмин Камачо-Куинн · Пуэрто-Рико | 12,26  | 1 августа 2021 |

## Формат и календарь турнира
Соревнование использует формат из трех раундов.
Время Олимпийских объектов местное (Япония, UTC+9)
| Дата                        | Время | Раунд      |
| --------------------------- | ----- | ---------- |
| Суббота, 31 июля 2021       | 09:00 | Раунд 1    |
| Воскресенье, 1 августа 2021 | 19:00 | Полуфиналы |
| Понедельник, 2 августа 2021 | 09:00 | Финал      |

## Результаты

### Раунд 1
Квалификационные правила: первые 4 в каждом забеге (Q) и дополнительно 4 с лучшими показанными результатами из всех забегов (q) проходят в полуфинал.

#### Забег 1
Ветер: 1,0м/с
| Место                       | Дорожка | Спортсмен       | НОК            | Реакция на старте | Время | Примечание |
| --------------------------- | ------- | --------------- | -------------- | ----------------- | ----- | ---------- |
| 1                           | 6       | Андреа Варгас   | Коста-Рика     | 0.157             | 12.71 | Q, SB      |
| 2                           | 9       | Надин Виссер    | Нидерланды     | 0.144             | 12.72 | Q, SB      |
| 3                           | 8       | Габби Каннингем | США            | 0.172             | 12.83 | Q          |
| 4                           | 5       | Синди Сембер    | Великобритания | 0.178             | 13.00 | Q          |
| 5                           | 3       | Джиамин Чен     | Китай          | 0.144             | 13.09 |            |
| 6                           | 4       | Ретта Хурске    | Финляндия      | 0.125             | 13.10 |            |
| 7                           | 2       | Аяко Кимура     | Япония         | 0.146             | 13.25 |            |
| 8                           | 7       | Рикарда Лобе    | Германия       | 0.139             | 13.43 | TR 16.5.3  |
| Отчет по результатам забега |         |                 |                |                   |       |            |

#### Забег 2
Ветер: 0,4м/с
| Место                       | Дорожка | Спортсмен        | НОК       | Реакция на старте | Время | Примечание |
| --------------------------- | ------- | ---------------- | --------- | ----------------- | ----- | ---------- |
| 1                           | 6       | Кендра Харрисон  | США       | 0.152             | 12.74 | Q          |
| 2                           | 3       | Лиз Клэй         | Австралия | 0.127             | 12.87 | Q          |
| 3                           | 2       | Луминоса Больоло | Италия    | 0.165             | 12.93 | Q          |
| 4                           | 4       | Эльвира Герман   | Беларусь  | 0.144             | 12.95 | Q          |
| 5                           | 7       | Мулерн Жан       | Гаити     | 0.155             | 12.99 | Q, SB      |
| 6                           | 9       | Эбони Моррисон   | Либерия   | 0.150             | 13.00 | Q          |
| 7                           | 8       | Сара Лавин       | Ирландия  | 0.141             | 13.16 |            |
| 8                           | 5       | Лаура Валлетт    | Франция   | 0.155             | 14.52 | TR 16.5.3  |
| Отчет по результатам забега |         |                  |           |                   |       |            |

#### Забег 3
Ветер: 0,4м/с
| Место                       | Дорожка | Спортсмен            | НОК               | Реакция на старте | Время | Примечание |
| --------------------------- | ------- | -------------------- | ----------------- | ----------------- | ----- | ---------- |
| 1                           | 4       | Олуватобилоба Амусан | Нигерия           | 0.134             | 12.72 | Q          |
| 2                           | 8       | Яник Томпсон         | Ямайка            | 0.147             | 12.74 | Q          |
| 3                           | 6       | Пиа Скшишовска       | Польша            | 0.144             | 12.75 | Q, PB      |
| 4                           | 9       | Девинн Чарльтон      | Багамские Острова | 0.135             | 12.84 | Q          |
| 5                           | 7       | Аннимари Корте       | Финляндия         | 0.146             | 13.06 |            |
| 6                           | 3       | Марта Коала          | Буркина-Фасо      | 0.148             | 13.11 |            |
| 7                           | 2       | Масуми Аоки          | Япония            | 0.141             | 13.59 |            |
| —                           | 5       | Елизавет Песириду    | Греция            | 0.162             | —     | DNF        |
| Отчет по результатам забега |         |                      |                   |                   |       |            |

#### Забег 4
Ветер: -1,1м/с
| Место                       | Дорожка | Спортсмен           | НОК               | Время | Примечание |
| --------------------------- | ------- | ------------------- | ----------------- | ----- | ---------- |
| 1                           | 9       | Британи Андерсон    | Ямайка            | 12.67 | Q          |
| 2                           | 3       | Кристина Клемонс    | США               | 12.91 | Q          |
| 3                           | 4       | Лука Козак          | Венгрия           | 12.97 | Q          |
| 4                           | 7       | Педря Сеймур        | Багамские Острова | 13.04 | Q          |
| 5                           | 5       | Элиза Ди Ладзаро    | Италия            | 13.08 |            |
| 6                           | 2       | Тереза Эррандонеа   | Испания           | 13.15 |            |
| 7                           | 8       | Кетили Батишта      | Бразилия          | 13.40 |            |
| —                           | 6       | Кирена Самба-Майела | Франция           | —     | DNS        |
| Отчет по результатам забега |         |                     |                   |       |            |

#### Забег 5
Ветер: 0,3м/с
| Место                       | Дорожка | Спортсмен            | НОК            | Реакция на старте | Время | Примечание |
| --------------------------- | ------- | -------------------- | -------------- | ----------------- | ----- | ---------- |
| 1                           | 2       | Джасмин Камачо-Куинн | Пуэрто-Рико    | 0.153             | 12.41 | Q          |
| 2                           | 5       | Меган Таппер         | Ямайка         | 0.163             | 12.53 | Q, PB      |
| 3                           | 8       | Анна Загре           | Бельгия        | 0.153             | 12.83 | Q, SB      |
| 4                           | 6       | Тиффани Портер       | Великобритания | 0.139             | 12.85 | Q          |
| 5                           | 4       | Асука Терада         | Япония         | 0.164             | 12.95 | Q          |
| 6                           | 3       | Клаудиа Сициарц      | Польша         | 0.165             | 12.98 | Q          |
| 7                           | 9       | Зои Седни            | Нидерланды     | 0.162             | 13.03 |            |
| 8                           | 7       | Дитаджи Камбунджи    | Швейцария      | 0.138             | 13.17 |            |
| 9                           | 1       | Ана Камила Пирелли   | Парагвай       | 0.166             | 13.98 | SB         |
| Отчет по результатам забега |         |                      |                |                   |       |            |

### Полуфиналы
Квалификационные правила: первые 2 в каждом забеге (Q) и дополнительно 2 с лучшими показанными результатами из всех забегов (q) проходят в полуфинал.

#### Полуфинал 1
Ветер: -0,8 м/с
| Место                       | Дорожка | Спортсмен            | НОК               | Реакция на старте | Время | Примечание |
| --------------------------- | ------- | -------------------- | ----------------- | ----------------- | ----- | ---------- |
| 1                           | 5       | Олуватобилоба Амусан | Нигерия           | 0.148             | 12.62 | Q          |
| 2                           | 8       | Девинн Чарльтон      | Багамские Острова | 0.134             | 12.66 | Q          |
| 3                           | 4       | Андреа Варгас        | Коста-Рика        | 0.139             | 12.69 | SB         |
| 4                           | 7       | Кристина Клемонс     | США               | 0.118             | 12.76 |            |
| 5                           | 2       | Клаудиа Сициарц      | Польша            | 0.146             | 12.84 | SB         |
| 6                           | 3       | Асука Терада         | Япония            | 0.163             | 13.06 |            |
| —                           | 9       | Лука Козак           | Венгрия           | 0.164             |       | DNF        |
| —                           | 6       | Яник Томпсон         | Ямайка            | 0.145             |       | DNF        |
| Отчет по результатам забега |         |                      |                   |                   |       |            |

#### Полуфинал 2
Ветер: 0,0 м/с
| Место                       | Дорожка | Спортсмен        | НОК               | Реакция на старте | Время         | Примечание |
| --------------------------- | ------- | ---------------- | ----------------- | ----------------- | ------------- | ---------- |
| 1                           | 4       | Британи Андерсон | Ямайка            | 0.166             | 12.40         | Q, PB      |
| 2                           | 7       | Кендра Харрисон  | США               | 0.153             | 12.51         | Q          |
| 3                           | 6       | Лиз Клэй         | Австралия         | 0.142             | 12.71         | PB         |
| 4                           | 8       | Луминоса Больоло | Италия            | 0.143             | 12.75         | NR         |
| 5                           | 9       | Тиффани Портер   | Великобритания    | 0.150             | 12.86         | TR 16.5.3  |
| 6                           | 5       | Пиа Скшишовска   | Польша            | 0.128             | 12.89         |            |
| 7                           | 2       | Мулерн Жан       | Гаити             | 0.156             | 13.09 (0.088) |            |
| 8                           | 3       | Педря Сеймур     | Багамские Острова | 0.185             | 13.09 (0.090) |            |
| Отчет по результатам забега |         |                  |                   |                   |               |            |

#### Полуфинал 3
Ветер: -0,2 м/с
| Место                       | Дорожка | Спортсмен            | НОК            | Реакция на старте | Время | Примечание |
| --------------------------- | ------- | -------------------- | -------------- | ----------------- | ----- | ---------- |
| 1                           | 7       | Джасмин Камачо-Куинн | Пуэрто-Рико    | 0.175             | 12.26 | Q, OR, NR  |
| 2                           | 4       | Меган Таппер         | Ямайка         | 0.155             | 12:62 | Q          |
| 3                           | 6       | Надин Виссер         | Нидерланды     | 0.156             | 12.63 | Q, SB      |
| 4                           | 8       | Габби Каннингем      | США            | 0.165             | 12.67 | Q          |
| 5                           | 9       | Эльвира Герман       | Беларусь       | 0.129             | 12.71 |            |
| 6                           | 2       | Эбони Моррисон       | Либерия        | 0.144             | 12.74 | NR         |
| 7                           | 3       | Синди Сембер         | Великобритания | 0.163             | 12.76 |            |
| 8                           | 5       | Анна Загре           | Бельгия        | 0.153             | 12.78 | SB         |
| Отчет по результатам забега |         |                      |                |                   |       |            |

### Финал
Ветер: -0,3 м/с
| Место | Дорожка | Спортсмен            | НОК               | Реакция на старте | Время | Примечание |
| ----- | ------- | -------------------- | ----------------- | ----------------- | ----- | ---------- |
| 1     | 5       | Джасмин Камачо-Куинн | Пуэрто-Рико       | 0.149             | 12.37 |            |
| 2     | 4       | Кендра Харрисон      | США               | 0.158             | 12.52 |            |
| 3     | 9       | Меган Таппер         | Ямайка            | 0.166             | 12.55 |            |
| 4     | 6       | Олуватобилоба Амусан | Нигерия           | 0.161             | 12.60 |            |
| 5     | 3       | Надин Виссер         | Нидерланды        | 0.152             | 12.73 |            |
| 6     | 8       | Девинн Чарльтон      | Багамские Острова | 0.144             | 12.74 |            |
| 7     | 2       | Габби Каннингем      | США               | 0.172             | 13.01 |            |
| 8     | 7       | Британи Андерсон     | Ямайка            | 0.164             | 13.24 |            |